# Witold Cichacz
Witold Cichacz (ur. 1934 w Krakowie, zm. 1 września 2018) – polski artysta plastyk, twórca sztuki użytkowej.

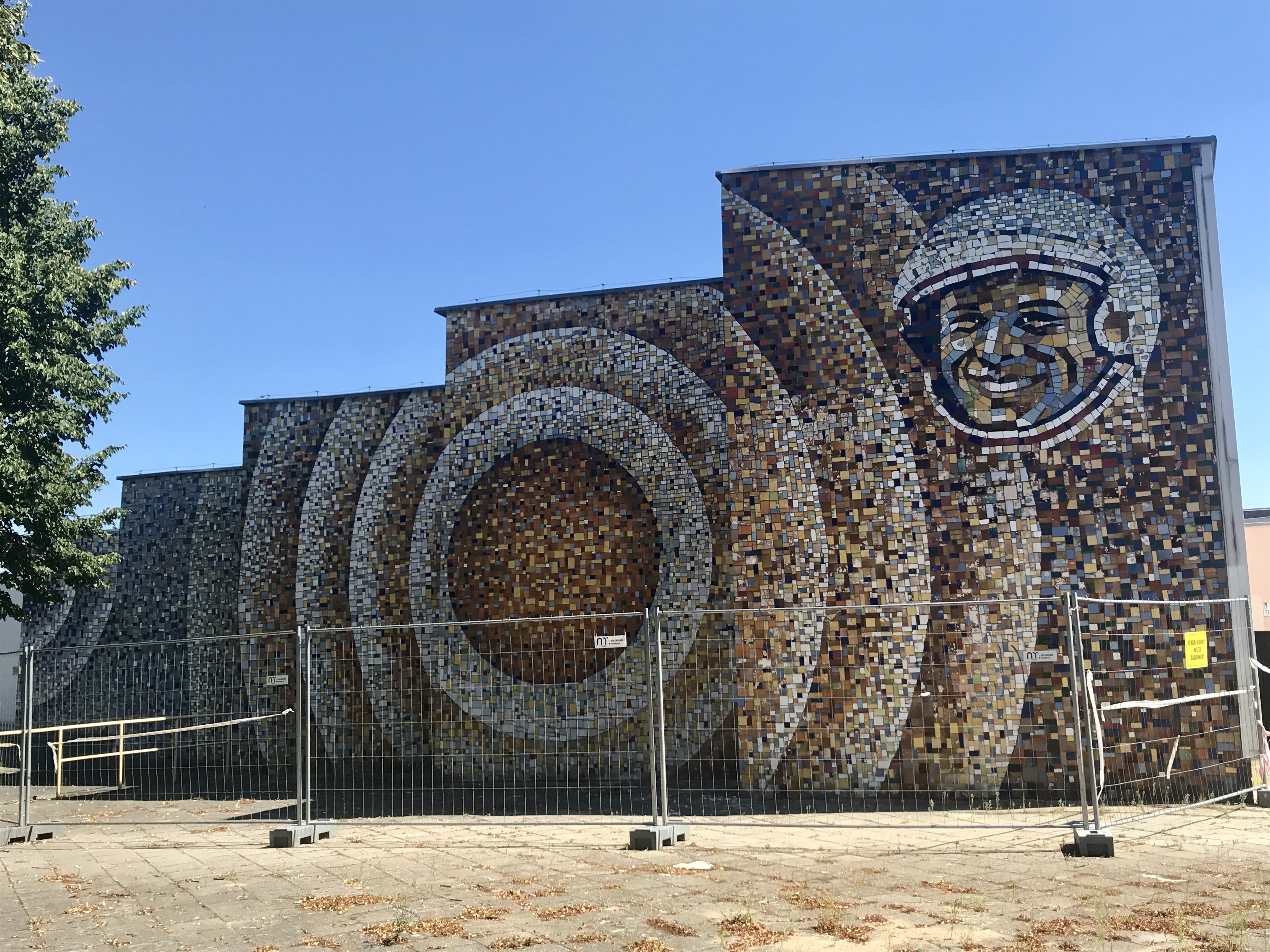
Mozaika na ścianie zewnętrznej auli Uniwersytetu Zielonogórskiego, geometryczna z przedstawieniem głowy Jurija Gagarina

## Życiorys
Był związany z zielonogórskim biennale artystycznym Złote Grono (w 1967 zaprojektował plakat głównej wystawy „Przestrzeń i Wyraz”). W 1969 zaprojektował wykonaną przez Henryka Krakowiaka charakterystyczną mozaikę przedstawiającą kosmonautę Jurija Gagarina na gmachu Wyższej Szkoły Inżynierskiej im. Jurija Gagarina w Zielonej Górze (obecnie Uniwersytet Zielonogórski). Był także twórcą mozaiki w hucie miedzi w Głogowie. W 1980  aranżował wnętrza kawiarni Staromiejskiej w Zielonej Górze, a w 1998 wykonał tympanon przedstawiający herb miasta na zielonogórskim ratuszu. Był twórcą metaloplastyki, a także malarzem. Jego obrazy znajdują się między innymi w zbiorach Muzeum Ziemi Lubuskiej.
Zmarł 1 września 2018. Został pochowany na Cmentarzu komunalnym (starym) przy ul. Wrocławskiej w Zielonej Górze.